# بخش سرو لارگو
بخش سرو لارگو (به لاتین: Cerro Largo Department) یکی از بخش‌های اروگوئه است. بخش سرو لارگو ۸۴٬۶۹۸ نفر جمعیت دارد.